# ドラえもんのひみつ道具 (さ)
ドラえもんのひみつ道具 (さ) では、藤子・F・不二雄の漫画『ドラえもん』、『大長編ドラえもん』(VOL.1〜17)、藤子・F・不二雄のその他の著作に登場するひみつ道具のうち、読みが「さ」で始まるものを列挙する。

## サーカスぐつ
サーカスぐつは、「サーカスぐつ」（てんとう虫コミックススペシャル『ドラえもん カラー作品集』6巻に収録）に登場する。
この靴を履くと、サーカスの綱渡りのように、高い塀の上、空中に張られたロープの上、さらには電柱に張られた電線の上でも、絶対に落ちずに歩くことができる。

## サイオー馬
サイオー馬（サイオーば）は、「サイオー馬」（てんとう虫コミックス44巻に収録）に登場する。
ウマを模した、目測30センチメートル程度の道具。ロボットか生物かは不明。『塞翁が馬』をモチーフにしている。良い事や悪い事が起きたときにこのウマに蹴飛ばされると、良い事の後には悪い事、悪い事の後には良い事が起きるようになる。悪い事の後に蹴飛ばしてもらって良い事が起きた時も再び蹴飛ばそうとする為、悪い事が起きないようにすかさず捕まえる必要があるが、馬は素早く動き回る為、捕まえにくい。10分間押えておくと蹴飛ばすのをやめる。

## サイコントローラー
サイコントローラーは、『ドラえもん のび太と鉄人兵団』に登場する。
てのひらに収まる大きさの道具で、手に握って動作を頭に思い浮かべるだけで意のままにロボットを操ることができる。
ドラえもんとのび太が北極で拾った巨大ロボット「ジュド」（ザンダクロス）のパーツを運んで組み立てる際に頭部に搭載する頭脳ユニットを紛失してしまったため、代りにドラえもんが自前の脳波制御式コンピューターを搭載させた。そのコンピューターの操縦装置がこのサイコントローラーである。後に頭脳ユニットが発見され、ザンダクロスが自分の意思で動けるようになった後は使用されなくなった。

## 材質変換機
材質変換機（ざいしつへんかんき）は、「材質変換機」「のび太のスペースシャトル」（共にてんとう虫コミックス25巻に収録）などに登場する。
懐中電灯に形の似た道具。この道具から放つ光線を物に浴びせると、その物の材質を変えることができる。窓ガラスを割れないように鉄板にしたり、紙を細く丸めて鉄に変えて金属バットがわりにしたり、紙で作った服を布に変えて本物の服にしたりと、さまざまな使い道がある。光線照射後は材質としての性質は変化するものの、外観は元のままで変化しない。

## 災難訓練機
災難訓練機（さいなんくんれんき）は、「さいなんくんれん機」（てんとう虫コミックス11巻に収録）「気まぐれカレンダー」（てんとう虫コミックス41巻）に登場する。
地震、雷、火事、洪水、台風といった自然災害を体験し、訓練するための道具。実際に災害に遭遇したように感じるが実害はない。あらかじめ起動する時間を設定しておくこともできる。起動時間と起こる災害をランダムに設定すると、何の災害がいつ起動するかは完全に訓練機任せになる。
「気まぐれカレンダー」のエピソードでは「地球最後の日」という災害が追加された。
大型災難訓練機
『ドラえもん のび太の宇宙開拓史』（映画版のみ）で登場。災難訓練機のバリエーションの1つ。
災害体験シミュレーター
『「気まぐれカレンダー」』（テレビアニメ第2作1期のみ）で災難訓練機に代わる道具として登場。

## さいなん報知器
さいなん報知器（さいなんほうちき）は、「さいなんにかこまれた話」（てんとう虫コミックス7巻に収録）に登場する。
腕時計のような道具で、手首に巻いて使用する。画鋲を踏む・物が落ちてくるといった物理的な災難から、母親に叱られるといった非物理的な災難まで、ごく近い未来に使用者が災難に遭いそうになると事前に察知し、「ビビビビ」とブザーを鳴らして警告してくれる。ただしどんな災難が起きるかまではわからないので、災難を避けたければ今いる場所から逃げるくらいしか手段はない。
災難が使用者の身に迫れば迫るほどブザーの音は大きくなる。のび太はさいなん報知器の音によって災難に遭わされた。

## 災難予報機
災難予報機（さいなんよほうき）は、「災難予報機」（てんとう虫コミックス『ドラえもんプラス』4巻に収録）に登場する。
電話機の形をした道具。電話をかける要領で人の名前と時間を言うと、その時間にその人の遭う災難を紙テープに印刷し、受話口から出力する。料金投入口らしき物が付いているが、これに料金を投入している場面はない。
ドラえもん曰く、この道具で災難を知ってもそれを防ぐ手段はないとのことだったが、実際には作中でしずかの災難を知ったのび太が自ら身代りになることで災難を阻止している。
指定した時間内に特にその人物に災難が降りかかる予定が無かった場合、どうなるかは不明。

## さいぼうしゅく小き
さいぼうしゅく小き（さいぼうしゅくしょうき）は、「恐竜ハンター」（てんとう虫コミックス2巻に収録）に登場する。
拳銃型の道具。効果は『スモールライト』に似た道具であり、命中した生物の細胞を縮小させて小さくする光線を撃つことができる。ただし20メートル以内で狙わないと効果が出ず、また余り小さくしすぎると元の大きさに戻せない（元の大きさに戻す方法は作中では触れられていない）。なお、縮小できるのは動物や植物のみで、ドラえもんのようなロボットを縮小することはできない。
未来の国で流行している「恐竜狩り」というスポーツで使用する。

## サイボーグセット
サイボーグセットは、「ドラえもん大事典」（てんとう虫コミックス11巻に収録）に登場する。
さまざまなアクセサリーを身につけることでサイボーグになり、その能力を発揮することのできるセット。両手に取り付けて空を飛べる翼、海を泳ぐことのできる魚型の頭部と尾びれ、腕につけるマニピュレーターと下半身を覆う戦車のようなキャタピラがある。
初出時は「変身サイボーグ」という名称だったがタカラトミーが販売する変身サイボーグが存在するため、サイボーグセットに変更した。
書籍『ドラえもん・ふしぎシリーズ　(1)ドラえもん ロボットのふしぎ』では、中の機械が透けて見える人工の両腕という形で登場。常人の何倍もの腕力が出せるが、強すぎてものを軽くつかんだつもりでもバラバラに壊してしまうなど力加減が難しい。
類似した道具に「乗り物アクセサリーセット」があり、それのプロトタイプとなっている可能性がある。

## さいみん機
さいみん機（さいみんき）は、「ねむれぬ夜に砂男」（てんとう虫コミックス18巻に収録）、「タイムマシンがなくなった!!」(同22巻に収録)に登場する。
眠れない人を眠らせる機械。くるくる回る渦巻き模様を見つめていると、次第に眠くなってくる。渦巻きと共に催眠ガスと催眠音楽も流れ、効果を高める。
なお、「ねむれぬ夜に砂男」「タイムマシンがなくなった!!」のいずれも、相手を眠らせることには失敗している（前者は「不眠症で悩んでいる夢を見ながら歩き回る夢遊病者」というややこしい状態、後者は「モンスターボール」から出たヤマタノオロチの幻と、それぞれ相手が特殊だったため）。
関連する道具に、羊とび式さいみん機、砂男式さいみん機がある。

## さいみんグラス
さいみんグラスは、「さいみんグラス」（てんとう虫コミックス11巻に収録）に登場する。
ピンク色と白色の渦巻き縞模様になった眼鏡。
この眼鏡をかけて暗示をかける言葉を口にすると、その相手に瞬間的に催眠術を掛けることができる。催眠術は鏡面反射する為、鏡に向かってしゃべることによる自己暗示もでき、それによる能力強化も可能。あくまで声を聞くことで催眠術にかかるので、耳栓などで耳をふさいだ場合は効果がない。逆に言えば少し喋っただけで簡単に催眠術がかかってしまい、作中のラストでは、のび助がこの眼鏡を知らずに掛けて、その姿を鏡で見て「フクロウみたいだ」と言った為、催眠にかかって自分をフクロウと思い込んでしまった。

## さいみん貯金箱
さいみん貯金箱（さいみんちょきんばこ）は、「人間貯金箱製造機」（てんとう虫コミックス40巻に収録）に登場する。
貯金箱の一種。貯金した人間が意志薄弱で、ついつい貯金を使用してしまうことを防止するための機能がある。この貯金箱は上にロボットハンドが一本生えており、貯金を引き出そうとするとその手によって催眠術がかけられ目が回ってしまう。
貯金箱自体にも目がついているため、貯金箱から出る催眠術を鏡などを利用して跳ね返すと、貯金箱が催眠術にかかってしまうのが欠点。

## さいみんふりこ
さいみんふりこは、「さいみんふりこ」（てんとう虫コミックススペシャル『ドラえもん カラー作品集』6巻に収録）に登場する。
人に向かってこの振り子を振って見せると、誰にでも簡単に催眠術がかかり、相手はこちらの言うがままになる。効き目は非常に強力で、「犬になれ」と言えばイヌのような格好で電柱に小便をしたり、「ここは海だ」と言えばその場で裸になって泳ぎだすほど。「もどれ」と言うと術が解け、元に戻る。のび太は自分に「僕は透明人間だ。」と術をかけて怒った友人から隠れようとしたが、ドラえもん曰く「そんなの無理だと思うよ」。

## サイラン液
サイラン液（サイランえき）は、「酒の泳ぐ川」（てんとう虫コミックス36巻に収録）に登場する。
魚の人工採卵に使用する薬剤。これを魚に飲ませると卵を産み、3日で成魚となる。
作中では「コジツケール」と併用することで、サケに卵を産ませるかのように、酒瓶に卵を産ませて酒を増やした。

## 材料箱
材料箱（ざいりょうばこ）は、「ハツメイカーで大発明」（てんとう虫コミックス30巻に収録）に登場する。
ドラミの道具で、機械工作に使う材料が何でも入っている箱。作中では「ハツメイカー」で発明した道具の製作に用いられた。箱自体の性能は作中では語られていないものの、小さな箱の中の材料で人が乗れるほどの大型ロボットをも作り上げたことから、箱内部が「四次元ポケット」のように特殊空間に繋がっている可能性がある。

## サウンドカメラ
サウンドカメラ（あるいはサウンドバカチョン）は、「サウンドカメラ」（てんとう虫コミックス『ドラえもんプラス』3巻に収録）に登場する。
写真を撮影すると、画とともに音も記録することができるインスタントカメラ。現像された写真に付いているボタンを押すと、撮影時に聴こえていた音を再生する。
当初の名称「サウンドバカチョン」に含まれている「バカチョン」が不快用語であるとされたためか（コンパクトカメラ#呼称についても参照）、後に単行本などで名称が「サウンドカメラ」と改められた。テレビアニメ第2期1作の放送時には、前述の理由により別の話に差し替えられている。

## サエギルモノナシフィルター
サエギルモノナシフィルターは、「コメットハンターに挑戦!」（『小学六年生』1986年7月号掲載、単行本未収録。藤子・F・不二雄大全集14巻に収録予定）に登場する。
この道具を市販の天体望遠鏡に取り付けると、天井、壁などを素通しして直接宇宙空間を覗くことができる。

## さかさカメラ
さかさカメラは、「さかさカメラ」（藤子・F・不二雄大全集11巻に収録）に登場する。尚、本作のトビラ絵以外は、当時のチーフアシスタントであったたかや健二の作画によるものである。
カメラの形をしているが、通常のカメラとはあべこべで、写真をカメラに入れる。入れた後に撮影すると、写真に写っている人が立体映像で出てくる。ただし動くわけではない。

## サカナコイコイゲート
サカナコイコイゲートは、「空き地のジョーズ」（てんとう虫コミックス30巻に収録）に登場する。
リング状の道具で、同型の「サカナキタキタゲート」と併用する。サカナキタキタゲートを海中に仕掛けておき、サカナコイコイゲートを陸上の適当な広さの地面の中に仕掛けておくと、サカナキタキタゲートをくぐった魚がサカナコイコイゲートへ転送され、地面の中を水中のように泳ぎ出す。「地中つりざお」を地面に垂らすことで、地上で釣りを楽しむことができる。

## 魚動力ボート
魚動力ボート（さかなどうりょくボート）は、「ドラえもん大事典」（てんとう虫コミックス11巻に収録）に登場する。
ボートの底面に網が仕掛けられており、その前方に餌を吊るすと、餌に釣られた魚が網を押し、それによってボートが推進する仕組みになっている。

## さかのぼりボート
さかのぼりボートは、『ドラえもん のび太の大魔境』に登場する。
こいのぼりを模したボート。川などに浮かべると、滝を遡る鯉のように、ひとりでに流れと逆の方向に進む。流れが速ければ速いほどボートも速く進む。座席には窮屈そうではあるが6人程度が乗れる。

## さか道レバー
さか道レバー（さかみちレバー）は、「雪がなくてもスキーはできる」（てんとう虫コミックス21巻に収録）、「さか道レバー」（同35巻に収録）に登場する。
このレバーを物に取り付けて前へ倒すと、その分だけ重力が斜め後ろ方向に発生するので、たとえ平面でも下り坂道と同じ状態になる。レバーを取り付けたのが動力のない車であれば前へ走り出すし、スキーに取り付ければ前へ滑り出す。重力が感じられるのは、レバーを付けた物に触れている人間のみ。
よく似た道具に「リフトストック」がある。

## サカユメン
サカユメンは、「サカユメンでいい夢みよう」（てんとう虫コミックス36巻に収録）に登場する。
錠剤の一種で、これを飲んでから寝ると、その日に悪いことがあった場合はいい夢、いいことがあった場合は悪い夢が見られる。薬を何錠も一度に飲んだ場合は、夢のいい具合、悪い具合も現実の何倍もに拡大される。
本来は悪いことがあった日に飲み、いい夢を見ることでストレスを打ち消すための道具。
また、この話の表紙にはまったく違うデザインをした道具（壷のような形）が描かれており、作者がこの話の執筆中にデザインを変えたのではないかと思われる。

## 先取り約束機
先取り約束機（さきどりやくそくき）は、『ドラえもん のび太の大魔境』『ドラえもん 新・のび太の大魔境 〜ペコと5人の探検隊〜』に登場する。
トランシーバーに似た形の道具。これに言葉で「後で――するから、――したい」と約束事をすると、その行為に対する結果をその場で実現できる。たとえば作中では、空腹なのに食事にありつけない場面で「明日必ずごはんを食べるから」と約束することで、その場で口に美味しい味が広がり、腹も満たされた。その代わり、翌日は2日分の食事を取らなければならなくなる。
食事の約束をした後、静香（入浴の約束をする為）に渡しており、巨神像を目前に敵に包囲された際、静香が「王国を救った後時を越えてピンチになっている自分達を助けるから未来（王国を救った後）の自分達を応援によこして」と約束し、未来のドラえもん達が駆けつけて来た。日本に戻った後、ドラえもん達はひみつ道具を持ってタイムマシンで過去の世界に向かう所で話が終わった。

## さすとあめがふるかさ
さすとあめがふるかさは、「ねがい星」（てんとう虫コミックス10巻に収録）、「無人島へ家出」（同14巻に収録）、「おかしなおかしなかさ」（同19巻に収録）に登場する。本編に名称は登場しないものの、コロタン文庫「続ドラえもん全百科」及び藤子不二雄ランド「ドラえもん」巻末の週刊F.Fランドにおいて、同道具を「雨ふりがさ」と記述している。
この傘をさすと、傘の下に雨がふる。見かけは普通のコウモリ傘だが、普通の傘なら周りに雨が降っている中で傘の下だけ濡れないのに対し、この道具を開くと傘の下だけ雨が降る。
初登場時には「役に立たない」からと地面に埋められていたが、後にのび太が無人島へ家出した際には飲み水を確保するために用いられた為、全く役に立たない道具という訳ではない。

## 雑誌作りセット
雑誌作りセット（ざっしづくりセット）は、「週刊のび太」（てんとう虫コミックス17巻に収録）に登場する。
自分だけの雑誌を新たに発行することのできるセット。以下の3つのひみつ道具で構成される。
製版印刷製本機
この機械に原稿を入れると、全自動で製版、印刷、製本が行われ、雑誌ができあがる。雑誌の付録も作り出すことができる。
まんが製造箱
好きな作家に好きな内容の漫画を書いてもらうことのできる道具。書いてほしい作家の本を中に入れると、絵柄や作風が分析され、製造箱はその作家と同じ能力を身につける。あとは付属しているマイクでどんな漫画が欲しいかリクエストすると、執筆が始まり、やがて原稿が出力される。原稿料は無料。
編集ロボット
編集者の役をこなす小型ロボット。よりよい雑誌を作るために相談すると、様々な助言をしたり、読者にアンケートを採ったり、出版後に読者の声を集めてくれたりする。
のび太は自分の作品が新人漫画賞に入選しないので、ドラえもんの提案でこの道具を使って自分の雑誌を作った。
週刊のび太
創刊号 - 編集ロボットに相談せず、これまでの漫画原稿と表紙用の自分の写真を製版印刷製本機に入れて作った。1冊100円で売るものび太の漫画では誰も買わず、「ただでいいから」と言うと「全部下さい」と応じたのはチリ紙交換業者だった。
第2号 - 編集ロボットに相談してアンケートを採り、人気作家の作品をまんが製造箱で作る。表紙写真は静香で、付録は実際に乗れる組み立てヨット。のび太もとっておきの自信作を1本だけ載せた。他の企画にも色々要望があったが、どれだけ実行したかは不明。完売するものの、のび太の漫画に限って大不評だったため今号限りで休刊となった。
スペースシンドバッド
『週刊のび太』に掲載された250頁の読切り漫画。のび太が選んだ『鉄腕アトム』（手塚治虫の作品）の単行本をドラえもんがまんが製造箱に入れ、のび太が内容を指示することで製造された。

## さとりヘルメット
さとりヘルメットは、「さとりヘルメット」（てんとう虫コミックス39巻に収録）に登場する。
このヘルメットをかぶると、テレパシーによって半径30メートル以内の人間の考えを声の形で読み取る（悟る）ことができるが、心を空っぽにしている時だけは唯一読まれないためにそれが弱点となっている（アニメ第2期2作では気絶しているのび太が今は無心の状態であることをドラえもんが見抜き、原作通り人間ラジコンでのび太を操って取り返しに向かわせている）。
作中ではのび太が被っていたところを聞き耳していたジャイアンに盗られ、友人たちの嫌悪感情を読んで怒ったり、隠している物を察して取り上げたりと被害者が続出する羽目になり、心を空っぽにして取り返そうとしたのび太も「空っぽ、空っぽ」と考えてしまったのを読まれ返り討ちにされたが、そこをドラえもんが気絶したのび太を「人間ラジコン」で30メートル以上離れて操って取り返しに向かわせる所で原作は終わる。
アニメ第2期2作では、新たにこの後の続きが追加されており、ジャイアンは気絶したのび太が目覚めたことで再び考えを読んで返り討ちにし、それでも今度はボールを当てて取り返そうと試みたのび太の考えを読むと、余裕を見せながらものび太の挑戦を敢えて受け、考えを読んでボールを交わそうとしたものの、偶然コントロールが悪かった為に避けたはずの方向に飛んできたボールが当たり、その衝撃で外れて地面に落ちたところを隙を突いたドラえもんによってようやく取り返された。

## サファリクラフト
サファリクラフトは、「ユニコーンにのった」（てんとう虫コミックス26巻に収録）に登場する。
22世紀の「空想動物サファリパーク」へ行くための3人乗りの乗り物。テレビアニメ第2作第1期や『空想動物サファリパークと約束の笛』（2016年3月11日放送）では4人乗りのサファリクラフトが登場。サファリパーク内ではこのクラフトに乗ったままで遊覧することが規則となっている。

### 空想動物サファリパーク
空想上の動物をバイオテクノロジーによって人工的に作り出し、飼育するサファリパークである。『ドラえもん のび太の日本誕生』でも名前だけが登場しており、のび太が生み出したペガ(ペガサス)、グリ(グリフィン)、ドラコ(龍)の三体をタイムパトロールが引き取る際の引き渡し先とされている。
空想動物サファリパーク内の動物は以下の通り。
ユニコーン
素体はウマとヤギの合成。伝承と違い「乙女」以外（のび太やパークの男性スタッフ）が触っても大人しい。『空想動物サファリパークと約束の笛』（2016年3月11日放送）では、身籠ったユニコーンが確認されるなど、生物として増える姿が描かれている。
モモちゃん
『空想動物サファリパークと約束の笛』（2016年3月11日放送）で誕生したピンクのユニコーンの子馬。ドラえもんが名付けた。
人魚
素体はジュゴン。『空想動物サファリパークと約束の笛』（2016年3月11日放送）では竪琴をひいている姿も確認できる。
妖精（フェアリー）
蝶ぐらいのサイズの妖精。素体も蝶。
竜
炎を出すことができる。
ケンタウロス
『空想動物サファリパークと約束の笛』（2016年3月11日放送）で登場。5頭存在するが、空想動物を盗もうとした2人組が変装していた。
火の鳥（フェニックス）
『空想動物サファリパークと約束の笛』（2016年3月11日放送）で登場。
河童
『空想動物サファリパークと約束の笛』（2016年3月11日放送）で登場。パークレンジャーとして水質を調査しようとしていたドラえもんを水の中に引きずり込んだ。「ゆうレイ」でスネ夫が変身した河童のような姿をしている。
ツチノコ
『空想動物サファリパークと約束の笛』（2016年3月11日放送）で名前のみ登場（ドラゴン検温の下のチェック項目に名前がある）。なお、原作漫画『ドラえもん』第17巻第11話「ツチノコさがそう」によると未来ではツチノコをペットとしている描写がある。
エンジェルドルフィン、ケシキリン、ミラーライオン
「映画ドラえもん 夢のペット誕生コンテスト2016 テレビ朝日編」での優秀賞作。『空想動物サファリパークと約束の笛』（2016年3月11日放送）で登場。劇中、名前も確認できる（ドラゴン検温の下のチェック項目に名前がある）。
コアライト、しばめーど
「映画ドラえもん 夢のペット誕生コンテスト2016 テレビ朝日編」での優秀賞作。『空想動物サファリパークと約束の笛』（2016年3月11日放送）で登場。
ヒッポカンポス
素体はウマと魚の合成。
チュパカブラ
主に南米や米・プエルトリコで目撃される吸血UMA。素体はコヨテ。
ペガサス
素体はウマとハクチョウ（ペガも同じ）。
グリフォン
素体はイヌワシとライオン（グリも同じ）。
ヒッポグリフ
グリフォンとウマの間に生まれたという生物。
ジャッカロープ
素体はジャックウサギとシカの合成。
ネッシー
カラス天狗
ニンフ
ギリシャ神話に登場する美少女の姿をした精霊。
ナンディ・ベアー
東アフリカのケニア・ナンディ地方で目撃されているUMA。
フクロタイガー
イェティー
素体はゴリラ。
ランプの精（ジーニー）
化け狐（九尾の狐）
クラーケン

## さよならハンカチ
さよならハンカチは、「さよならハンカチ」（『小学三年生』1980年8月号掲載、単行本未収録。『ぼく、ドラえもん』16号付録冊子、『藤子・F・不二雄大全集 ドラえもん』11巻に再録）に登場する。『小学三年生』1980年5月号の誌上で行われた「ドラえもんアイディアコンクール」で金賞作品に選ばれ、作者自ら描き下ろしたもの。
別れの挨拶でハンカチを振る仕草のように、このハンカチを右手に持って、別れたい相手に向かって振ると、相手はひとりでにその場から立ち去り、二度と会えなくなる。
ハンカチを左手の方で振ると効果は取り消され、その相手がひとりでに戻って来る。効果を消す手段はこれ以外にないため、ハンカチを紛失すると、その者と永久に会えなくなってしまう。

## さるまわし ししまいセット
さるまわし ししまいセットは、「ドラえもんのお正月用品ベスト11」（藤子・F・不二雄大全集4巻に収録）に登場する。
猿回しが連れているような猿のロボットと獅子舞のロボット。猿のネジを巻くと太鼓を叩き、リモコンの獅子舞が舞う。

## サンキューバッジ
サンキューバッジは、「サンキューバッジ」（ぴっかぴかコミックス12巻に収録）に登場する。
「9」の字を3つ組み合わせた形をしたバッジ。このバッジを胸に付けていると、どんな些細なことにも感謝の気持ちを感じるようになり、心の底から「ありがとう」と言えるようになる。
なお、誤って裏返しに付けてしまうと効果は正反対になり、何に対しても文句を言うようになる。

## ざんげぼう
ざんげぼうは、「ざんげぼう」（てんとう虫コミックス『ドラえもんプラス』5巻に収録）に登場する。
罪を犯したにもかかわらずその罪を認めない、という人にこの帽子をかぶせ、10秒以内に罪を認めないと、帽子から水があふれ出て水責めにされる。ただ水をかけられるだけの罰とはいえ、冷たい水が滝のように、溺れそうになるほどあふれ出るため、その苦しさはジャイアンすら音を上げるほど。
例え、土管などの中に隠れても帽子自身が向きを変えて端から水を出す（ただし、のび太がざんげぼうにワザと嘘を言い、その水で庭の水撒きをした際、のび太は傘を差していたが、帽子は何故か向きを変えなかった）。

## 30分できく毛はえぐすり
30分できく毛はえぐすり（30ぷんできくけはえぐすり）は、「白ゆりのような女の子」（てんとう虫コミックス3巻に収録）に登場する。
頭につけてから30分で発毛する毛生え薬。効き目は絶大で、丸坊主の状態で数滴かけただけでロングヘアーになるほど。

## 酸素ボンベ
酸素ボンベ（さんそボンベ）は、「しあわせのお星さま」（てんとう虫コミックス18巻に収録）に登場する。
超小型の酸素ボンベ。酸素のない宇宙空間で使用する。両方の鼻の穴に詰めておくと6時間呼吸ができる。
テレビアニメ第2作1期「しあわせのお星さま」（1980年6月9日放送、レンタル用ビデオ『テレビ版ドラえもん』35巻に収録）では「超小型酸素ボンベ」、テレビアニメ第2作第2期「しあわせのお星さま」（2021年2月27日放送）では「小型酸素ボンベ」と呼んでいる。

## サンタイン
サンタインは、「サンタイン」（てんとう虫コミックス33巻に収録）に登場する。
ビンに入っている粒状の薬。ビンには「SANTAIN」と書かれたラベルが貼られている。使用すると物質の3つの状態（三態）になることができる。ロボット（ドラえもんなど）や人間が一粒飲むとその者の体が液体になり、さらにもう一粒飲むと気体になる。効果は1時間持続する。
なお気体の状態で薬を摂取した場合の効果は、作中にて描写されていないため不明。
液体の状態で飛び散ると体の一部が床などに吸い込まれる危険がある。また気体の状態で風に吹き散らされると元に戻れなくなってしまう。
余談だが、この道具はテレビアニメ第2作第2期の中では珍しく、薬の自主規制がされていない。

## サンタえんとつ
サンタえんとつは、「サンタえんとつ」（てんとう虫コミックス19巻に収録）に登場する。
直方体の煙突の形をした道具。高さは目測50センチメートル程度。上下にそれぞれ穴がある。ただし上と下の穴が繋がっているかどうかは不明。
欲しい品物を書いた紙を煙突の上の穴に入れると、その品物が数日後に届く。品物は「父親が偶然にもその玩具の面白さを知って買いたくなる」「親の知人が福引で手にいれ、子供がいないので譲ってくれる」など、現実的な偶然で届く形となり、物事を都合良く操作する道具といえる。
但し、この煙突の下の穴に入れると逆効果になり、持っている物を失うこととなる（作中ではジャイアンが「漫画の本をたくさん欲しい」と書いた紙を逆さまに入れ、母ちゃんに「勉強をしないから」（アニメ版1994年12月23日放送では「家の手伝いをしないから」）という理由で今まで持っていた漫画の本を全部燃やされた）。
クリスマスに欲しい物をもらう道具として他に「サンタメール」（＋サンタ切手）がある。

## サンタメール
サンタメールは、「サンタメール」（てんとう虫コミックス21巻に収録）に登場する。
郵便はがきを模した道具。宛名に「北極点0番地 サンタクロースさま」と書かれている。これに住所、氏名、年齢、希望するプレゼントを記入し、一般の郵便ポストへ投函すると、クリスマス・イヴの夜にサンタクロースがトナカイのソリで来訪し、プレゼントを届けてくれる。
実は22世紀のデパートへ玩具を注文するはがきであり、北極の配送センターからサンタロボットが商品を配達するシステムになっている（タイムマシンも使っているらしく、22世紀から見て過去で投函してもその時代の注文者へ配達してくれる）。但し後述の「サンタ切手」を貼る必要があり、サンタメールだけ投函しても届けられない。そうと知らずに静香達を含む町内の子供達に配ってしまったのび太は、責任を取ろうとガラクタをタイムふろしきで再生、それに続いてドラえもんもフエルミラーでデパート内の商品をコピーしてプレゼントを調達し、二人でサンタクロースに扮してトナカイロケットに乗り込み徹夜で配達を行った。
なお、のび太は子供達にサンタメールを配ったが、配送センターはサンタ切手を貼っていないサンタメールをその子供達ではなく、何故かのび太の家に返送している。
テレビアニメ第2作第1期ではひみつ道具と教えた上で静香達に配っており、「実物カメラ」でプレゼントを手に入れて配った。
サンタ切手
サンタメールと併用する道具。切手貼付欄に「サンタ切手」を貼らないと、ひみつ道具としての効果は出ない。ドラえもんはサンタメールは何枚も持っているものの、サンタ切手は高価なため1枚しか用意していなかった。

## 三倍時計ペタンコ
三倍時計ペタンコ（さんばいどけいペタンコ）は、「長い長いお正月」（てんとう虫コミックス23巻に収録）に登場する。
時計盤を模したシール。水に濡らして腕に貼り、3分後に台紙を剥がして使用する。使用者は肉体と精神の動きが3倍に加速され、周囲のすべてのものの動きがスローモーションのように緩慢に感じられるので、時間を3倍長く使用することができる。ただし、空腹などの生理的周期も3倍速くなってしまうのが欠点。
三分の一時計ペタンコ（さんぶんのいちとけいペタンコ）
三倍時計ペタンコと逆の道具。使用法は同じだが、使用者の肉体と精神が3分の1の遅さになるので、周囲のあらゆるものが3倍の速さで動くように見え、あっという間に時間が過ぎてしまう。複数貼るとより遅くなる。
十二分の一時計ペタンコ（じゅうにぶんのいちとけいペタンコ）
テレビアニメ第2作第2期「長い長いお正月」に登場する。三分の一時計ペタンコに類する道具。時計の文字盤を模したシールで、これを腕に貼った者は行動速度が12分の1になり、周囲の時間の進み方が12倍に感じられるようになる。シールに描かれた時計の文字盤は、一般的には「3」「6」「9」「12」であるところが「4分の1」「2分の1」「4分の3」「1」となっている。道具名の表記は、本放送のテロップでは「12分の1時計ペタンコ」とされ、公式サイト掲載の「ひみつ道具カタログ」では「十二分の一時計ペタンコ」とされている。作中に登場する同様の道具は「三倍時計ペタンコ」や「3分の1時計ペタンコ」と統一されていないが、原作では一貫して漢数字表記であることから、ここでは漢数字表記の「十二分の一時計ペタンコ」が適切だと判断した。

## 三輪飛行機
三輪飛行機（さんりんひこうき）は、「のび太航空」（てんとう虫コミックス28巻に収録）に登場する。
本来は未来の遊園地に置いてある遊戯道具。三輪車と飛行機を合成した形状で、固定脚式の航空機である。
2人乗りのプロペラ機状の機体に、2本の前輪と1本の後輪が付いている。
先頭の座席でハンドルを握ってペダルを漕ぐことで飛行する。ペダルの漕ぎ方でスピードを調整できる。ハンドル操作により宙返り、横転、きりもみなどの曲芸飛行も自由自在に行え、操縦性、旋回性能や上昇力も良好である。ただしペダル動力のため、長時間飛行や高速飛行、積載量の多い飛行にはそれなりの疲労を伴う。ペダルを使わずにグライダーのように滑空することもできる。
のび太とドラえもんで航空会社を開業した時は画面付きの通信機でコントロールタワー（木箱のデスクに卓上型通信機を置き、ドラえもんが管制士を務める）と交信していたが、元から装備されていたのか開業の際に追加したのかは不明。